# 喜久水酒造 (秋田県)
喜久水酒造合資会社（きくすいしゅぞう）は、秋田県能代市万町にある明治8年創業の老舗酒類製造業者。鉄道用トンネルの跡地を使用した貯蔵庫は国の登録有形文化財に登録されている。

## 概要
藩政時代にはこうじ屋を営み、その前身は弘化年間（1844-1849年）にまでさかのぼる。その後明治8年、初代平澤喜三郎氏が秋田県能代市に蔵元として創業。
喜久水の名は「日本の御国と共に祝うべし、幾千代くめどつきぬ喜久水」という歌から名付けられた。
奥羽本線の鉄道用地下トンネルだった旧第一鶴形隧道（1901年竣工、1971年廃止）跡地を日本酒の貯蔵庫として使用した「トンネル地下貯蔵庫」を所有しており、これは2000年に国の登録有形文化財にも登録されている。全長約100メートルのトンネルは6万本の酒が収容可で、一年を通じて一定庫温12度に保たれており保存と熟成に適した環境となっている。このトンネル地下貯蔵庫は希望に応じて見学も行われていた。
2024年（令和6年）10月31日付で事業を停止し、破産申請の準備に入ったことが報じられた。しかし、同年12月6日、破産手続をいったん中止し、事業継続の可能性を探ることが発表された。

## 沿革

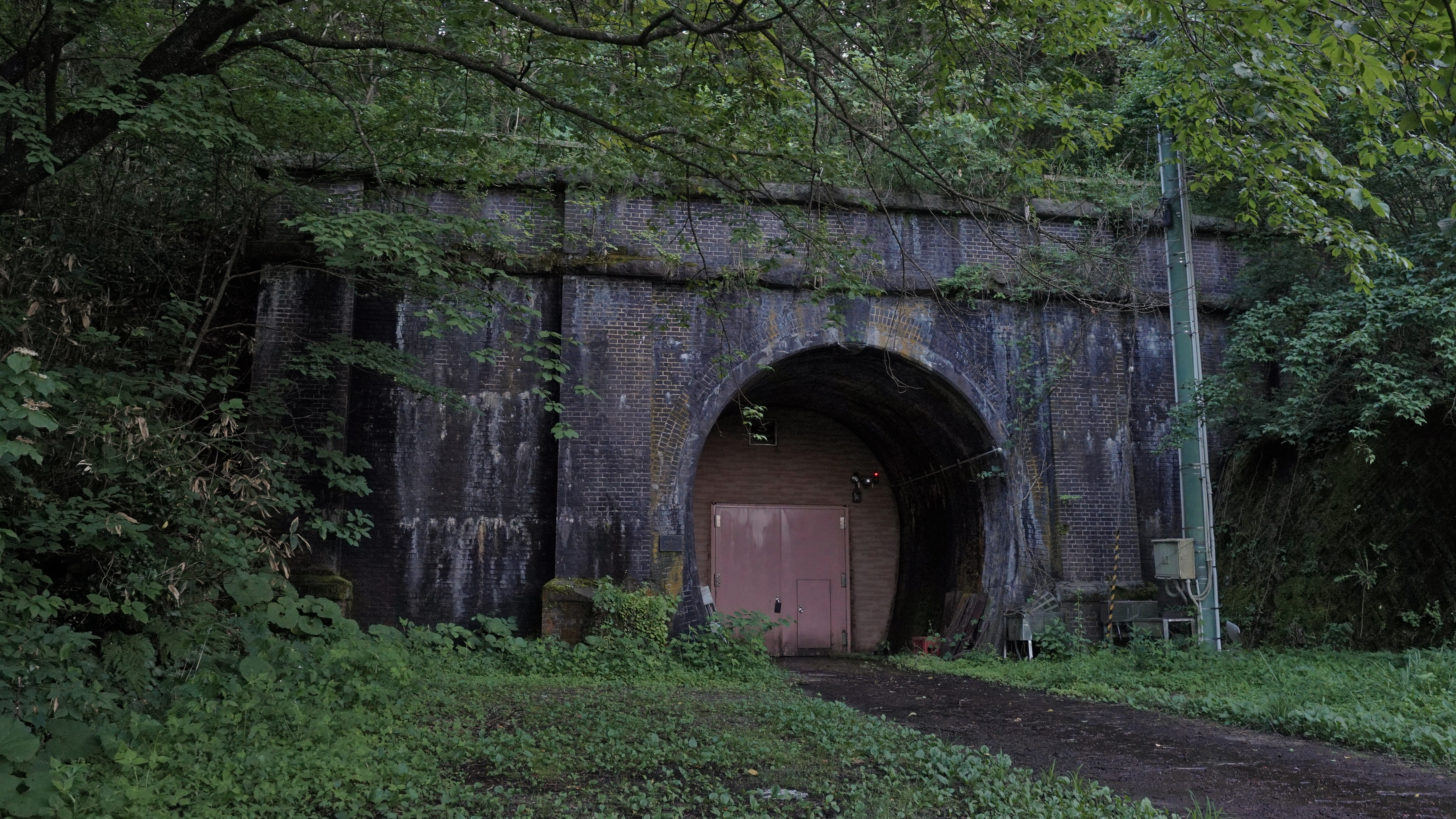
貯蔵庫として使用される奥羽本線旧第一鶴形隧道

- 1875年（明治8年）初代平澤喜三郎が酒造として創業
- 1996年（平成8年）トンネル貯蔵庫を所有
- 2000年（平成12年）トンネル貯蔵庫が国の登録有形文化財に登録される

## 代表
- 六代目蔵元 平澤喜三郎

## 事業所
- 本社（秋田県能代市）

## 主要製品

### 日本酒
- 純米吟醸「喜三郎の酒」
- 純米大吟醸「朱金泥能代」
- 大吟醸能代「比羅夫」
- 吟醸「縄文能代」

### 焼酎
- 亜鼓娘

## 受賞歴
全国新酒鑑評会
平成14酒造年 - 29酒造年
- 「喜久水」金賞受賞 - 平成29年受賞